# 東京都道146号国立停車場谷保線
東京都道146号 国立停車場谷保線（とうきょうとどう146ごう くにたちていしゃじょうやほせん）は、東京都国立市中（なか）のJR国立駅から、同市富士見台のJR谷保駅を経由して同市谷保の東京都道256号八王子国立線（甲州街道）交点に至る道路。国立駅南口から放射状にのびる3本の道の内、中央の道である。

## 概要
この道路の谷保駅までの区間は通称「大学通り」と呼ばれる。さらにこのうち国立駅前からの約1.8kmは直線で、幅員が40m以上あり、片側2車線に自転車道、歩道、緑地帯を備えた桜並木である。ただし緑地帯（並木）部分はプリンスホテル（2006年2月までは被合併会社のコクド）、歩道部分は国立市の所有地となっている。沿道には一橋大学があり、若者向けの商店も多い。
なお、谷保駅付近で折れた先は谷保天満宮正面の谷保天満宮前交差点で甲州街道に通じていて、地元で「天神道」と呼ばれることがある。
- 陸上距離：2.197km
- 面積：40,492m2
- 起点：東京都国立市中（国立駅）
- 終点：東京都国立市谷保東京都道256号八王子国立線交点（谷保天満宮前交差点）
- 都道認定要件：主要停車場と高速自動車国道、国道または前号各路線とを連絡する道路

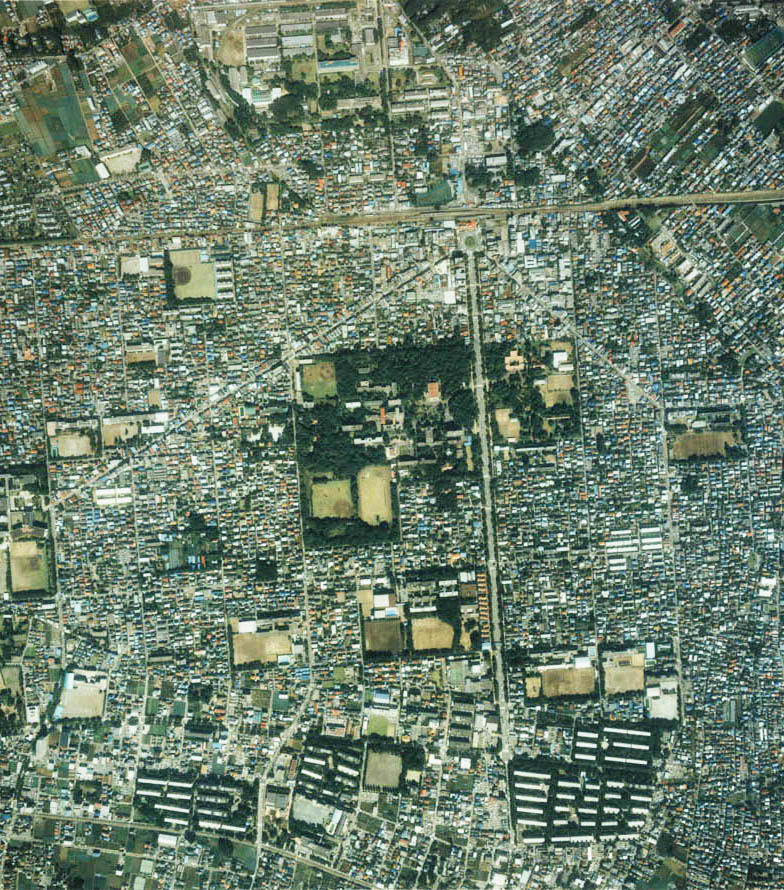
航空写真。大学通りの大部分が見える。中央の縦の線が大学通りである。

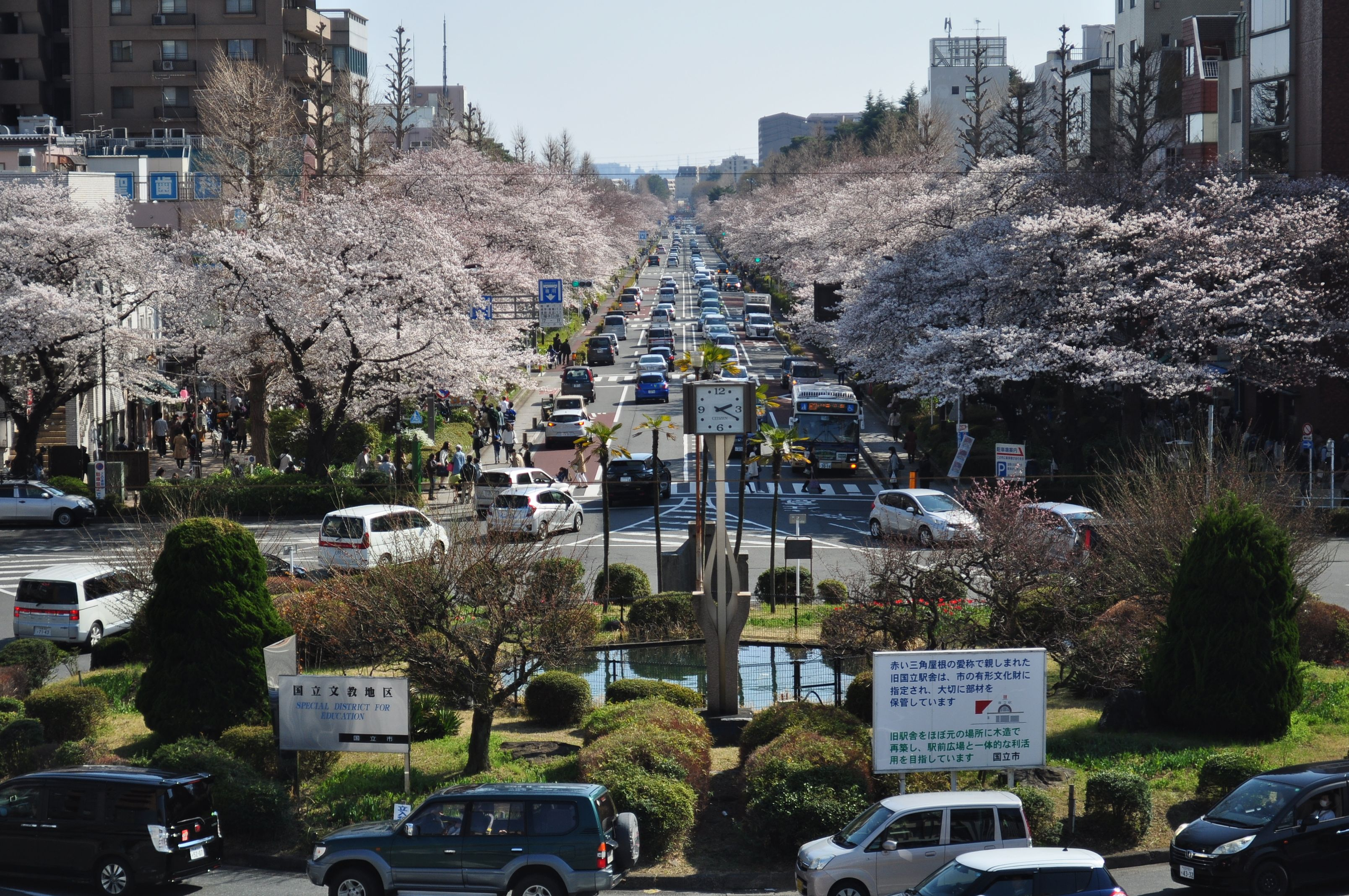
大学通り起点の国立駅（2018年3月25日撮影）

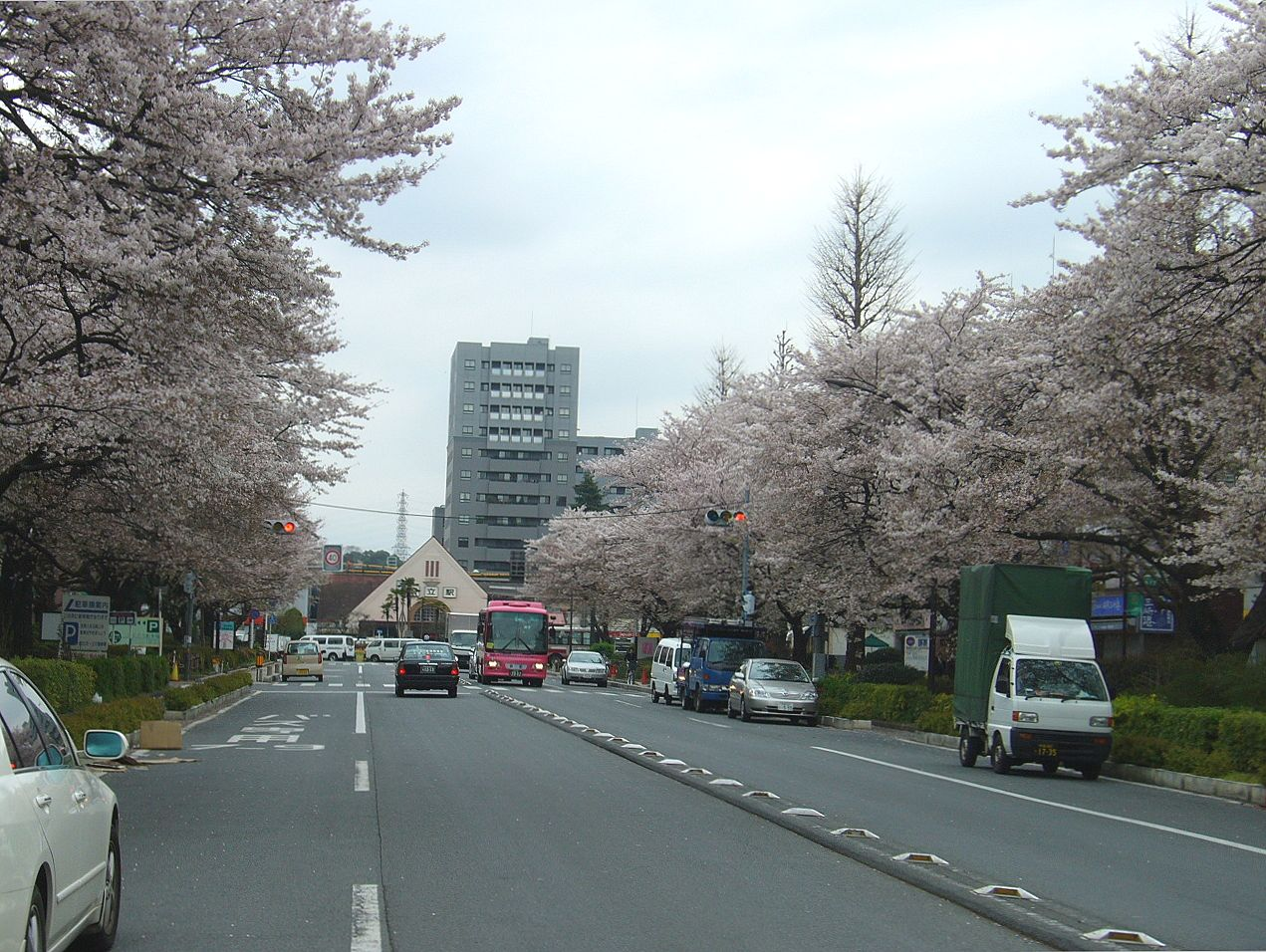
大学通りの桜並木　国立駅南口を望む

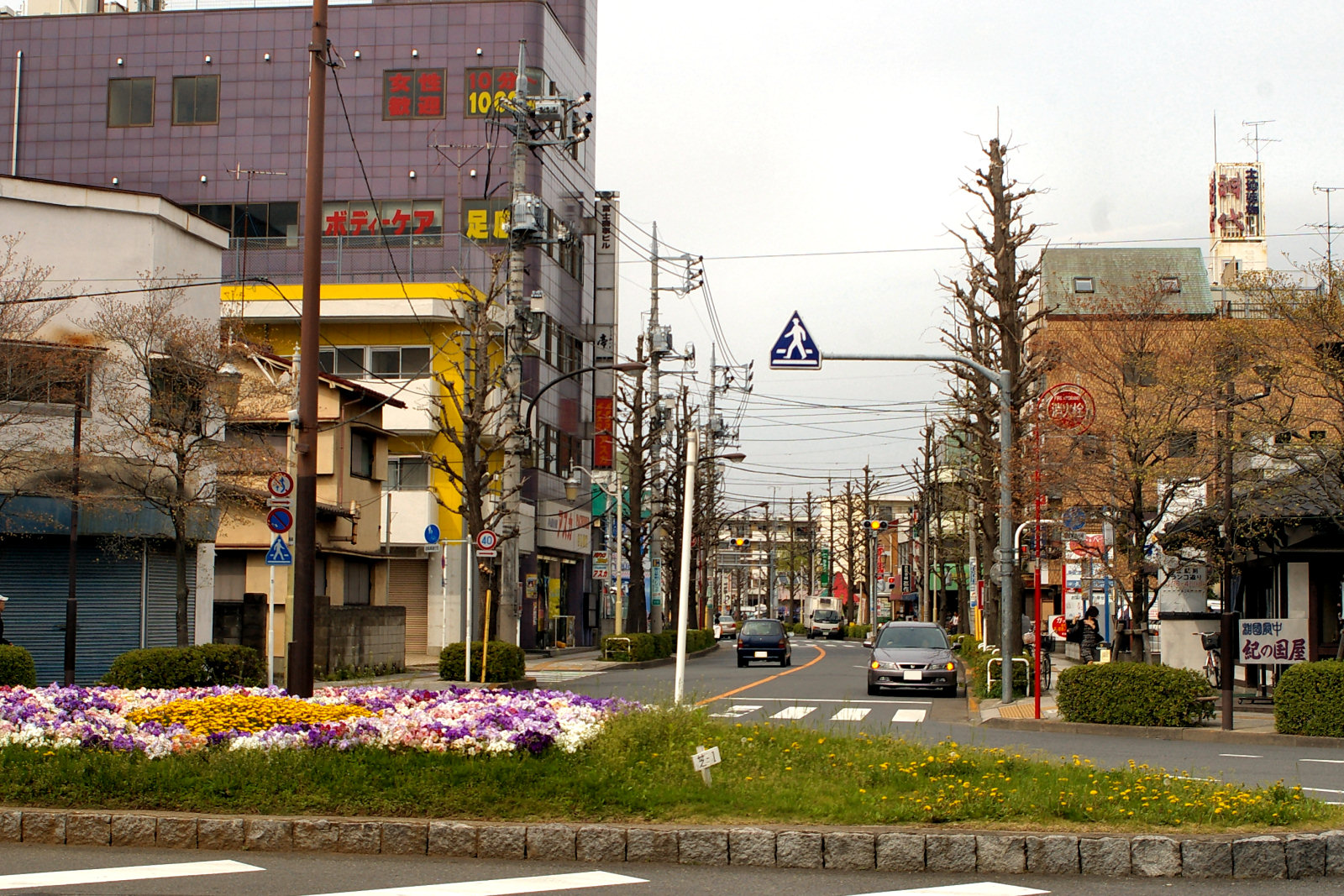
谷保駅北口より　信号のある交差点が本線との合流地点

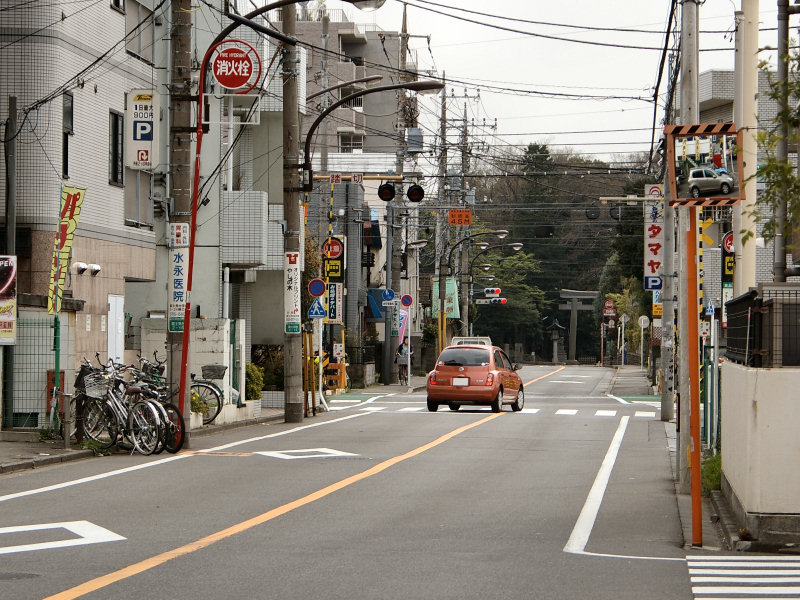
天神道部分　南武線北側から谷保天満宮方面

## 都市計画道路路線指定
- 国立市
  - 国立3.1.11号線

## 交差・接続している道路
- 東京都道145号立川国分寺線（東京都国立市）国立駅前（起点）
- 東京都道256号八王子国立線（甲州街道、東京都国立市）谷保天満宮前交差点（終点）

## 路線概要
起点の国立駅前はロータリーで、路線バス停留所やタクシー乗り場がある。ここから南にまっすぐ下り、1.8kmほど進んで富士見台1、2丁目に入ると少し右にカーブする。本線は谷保駅の100mほど手前の、富士見台2丁目14番と15番の間の交差点でいったん右に曲がり、すぐまた左に曲がる。そのまま南武線の踏切を越え、谷保天満宮前交差点（旧・谷保交差点）に達する。
支線は、富士見台2丁目の交差点で曲がらずまっすぐに谷保駅の北口ロータリーに達する。こちらにも小規模ながら路線バス停留所やタクシー乗り場がある。
両側を線路に挟まれていることや交差する大きい道路がないことなどから、比較的広い道路ながら通過交通は少なく、街のメインストリートとして機能している面が大きい。都道としては甲州街道に接しているが、大学通りから分かれた部分は大型バスがやっとすれ違える程度の一般的な生活道路である。

## 歴史
1925年頃より、学園都市として箱根土地（現：プリンスホテル）の堤康次郎がこの地区の開発を計画。国立駅（開業は1926年）南口から三方向に伸びる道路がこの計画により作成された。当路線はそのうち中央の南にまっすぐ伸び、国立駅と谷保村（現：国立市）の中心街であった谷保駅（開業は1929年）・谷保天満宮前付近を結ぶ路線である。
当初より堤はこの通りの両側に東京商科大学（現：一橋大学）の誘致を計画し「大学通り」の名をつけていた。1927年（昭和2年）に実際に大学が移転し、この名が浸透していった。
戦後、街の発展とともに谷保村の中心は国立駅南側一帯に移り、名称も1951年（昭和26年）の町制施行に伴い国立町と改名。その後1967年（昭和42年）に国立市となり、大学通りはその中心を貫く街路となっていった。
谷保駅付近の曲がった先の部分は、主要停車場（国立駅）と国道（甲州街道：東京都道256号（当時は国道20号））を結ぶ路線として指定するため都道に付け加えられている。

## 沿道施設
- JR中央線・国立駅
- 紀ノ国屋
- 一橋大学
- 桐朋中学校・高等学校
- 東京都立国立高等学校
- 心身障害者福祉センター
- 独立行政法人都市再生機構富士見台第一団地
- JR南武線・谷保駅
- 谷保天満宮